# IF Udd
IF Udd är en friidrottsförening från Karlshamn, Blekinge, grundad 1933. Udd anordnar tävlingar på kommunala Vägga IP, som fick allvädersbanor 1991. Klubben äger klubbhuset UDD-stugan.

## Framstående medlemmar
- Irvin Ternström, löpare, deltagare i OS i Berlin 1936.
- Lennart Jonsson, svensk juniormästare på 200 meter löpning 1952, Stor grabb nr. 201[1]
- Leif Johnsson, svensk mästare i tresteg 1961
- Gunnar Adler-Karlsson, höjdhoppare mer känd som nationalekonom
- Thomas Nyberg, häcklöpare fostrad i klubben men som bytte till KA2 IF vid 18 års ålder.